# Очеретянка лучна

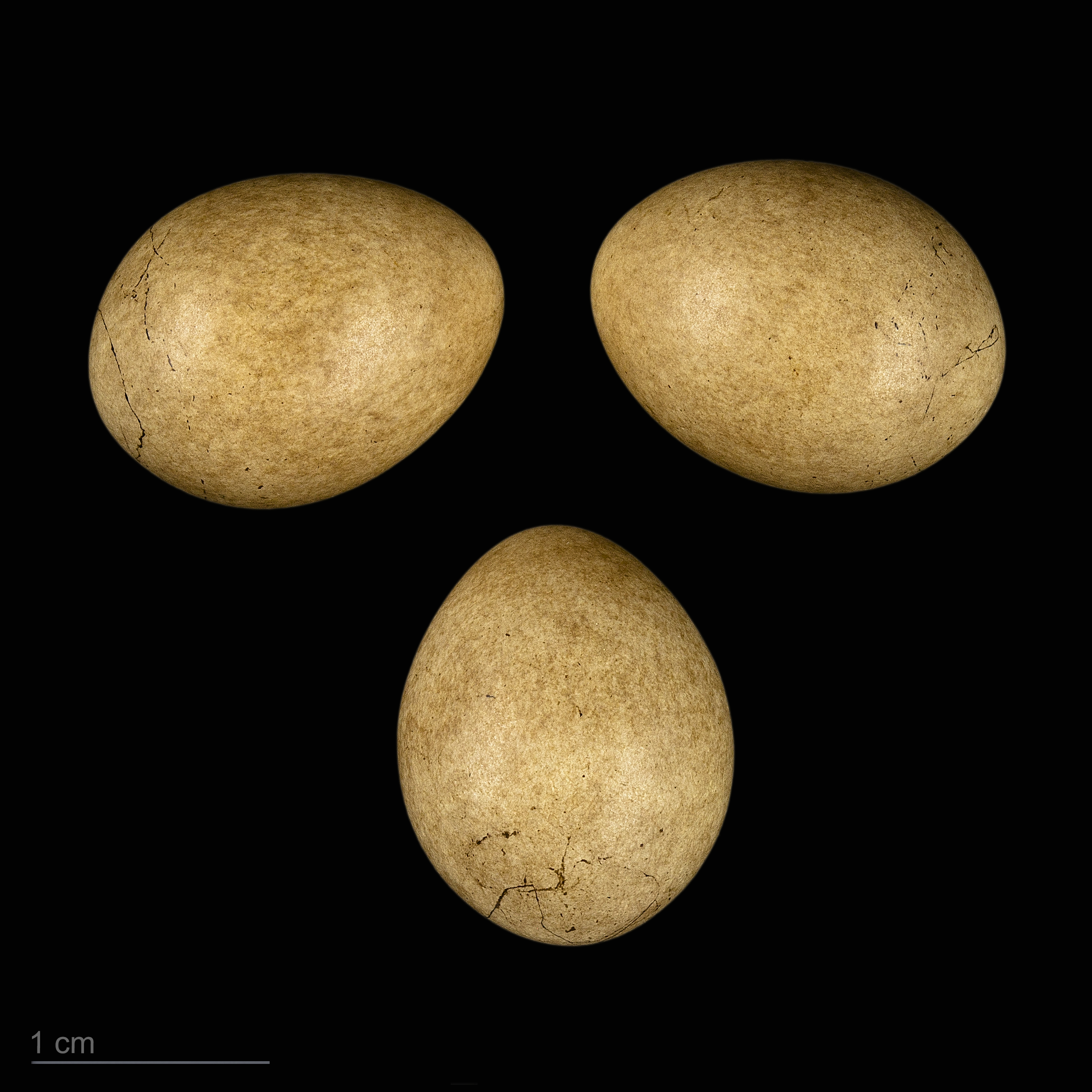
яйце Acrocephalus schoenobaenus - Тулузький музей

Очеретя́нка лучна́ (Acrocephalus schoenobaenus) — вид горобцеподібних переважно комахоїдних птахів родини очеретянкових. В Україні звичайний гніздовий, перелітний вид.

## Опис
Це очеретянка середнього розміру — маса тіла 10–15 г, довжина тіла близько 13 см. У дорослого птаха голова темно-бура, з чіткими жовтуватими «бровами»; верх оливково-бурий, з темною строкатістю на спині і верхніх покривних перах крил; низ вохристо-білий, боки тулуба рудуваті; махові пера бурі, зі світлою облямівкою; стернові пера рудувато-бурі; дзьоб бурий, знизу жовтуватий; ноги буруваті. Молодий птах схожий на дорослого, але рудіший; на волі дрібні темні риски. Від прудкої очеретянки відрізняється відсутністю світлої смуги посередині тім'я, від тонкодзьобої очеретянки — світлішими покривними перами вух і спиною; крім того, від обох цих видів — піснею, яка часто виконується в польоті..

## Екологія
Це мігруючий птах, що щороку перетинає Сахару на шляху з місць гніздування у Європі та Азії до Африки. Спів самців складається із щебету та може включати елементи співу інших видів.

## Охорона
Перебуває під охороною Бернської конвенції.

## Галерея

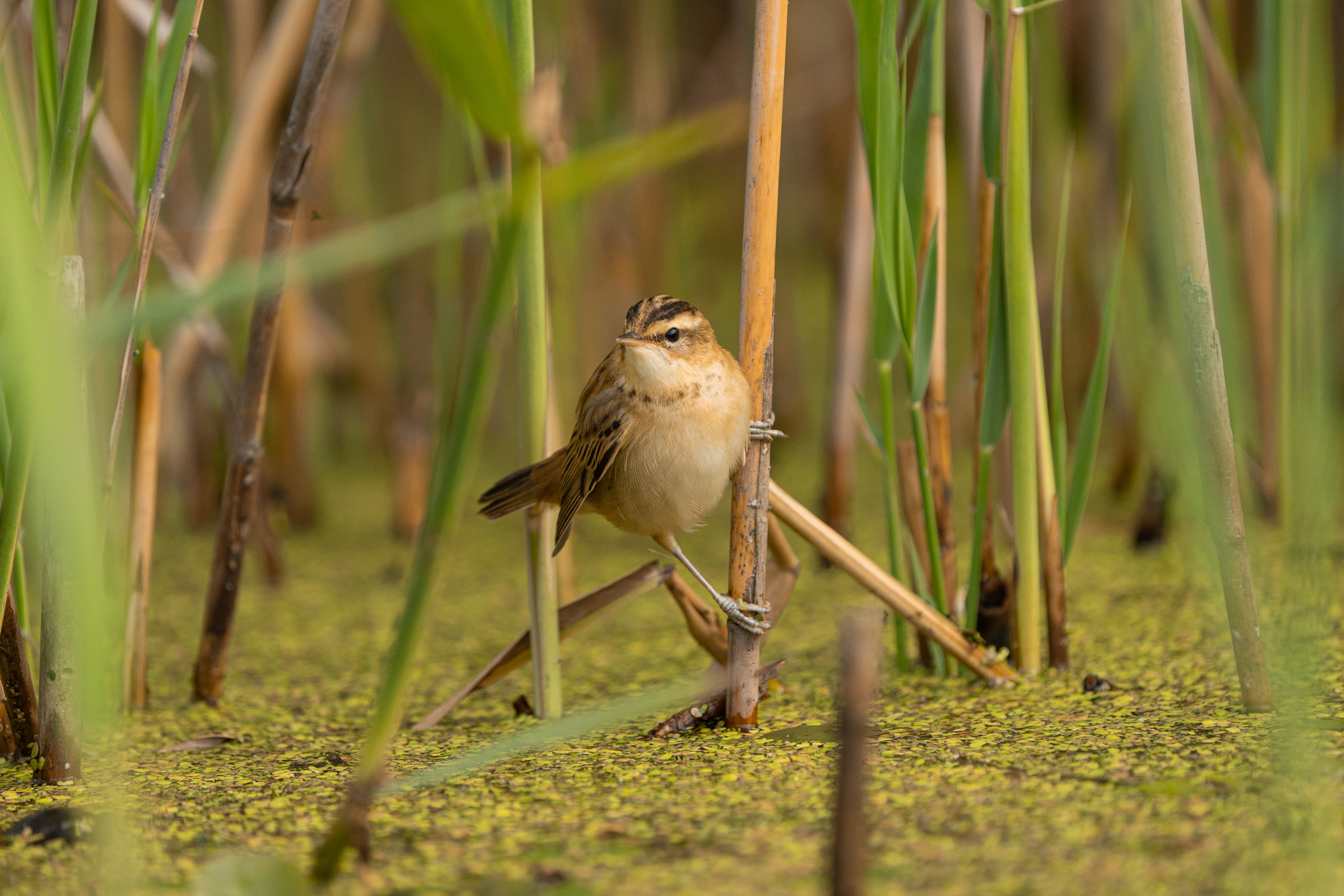
Очеретянка лучна серед очерету, Тернопільска область, Україна
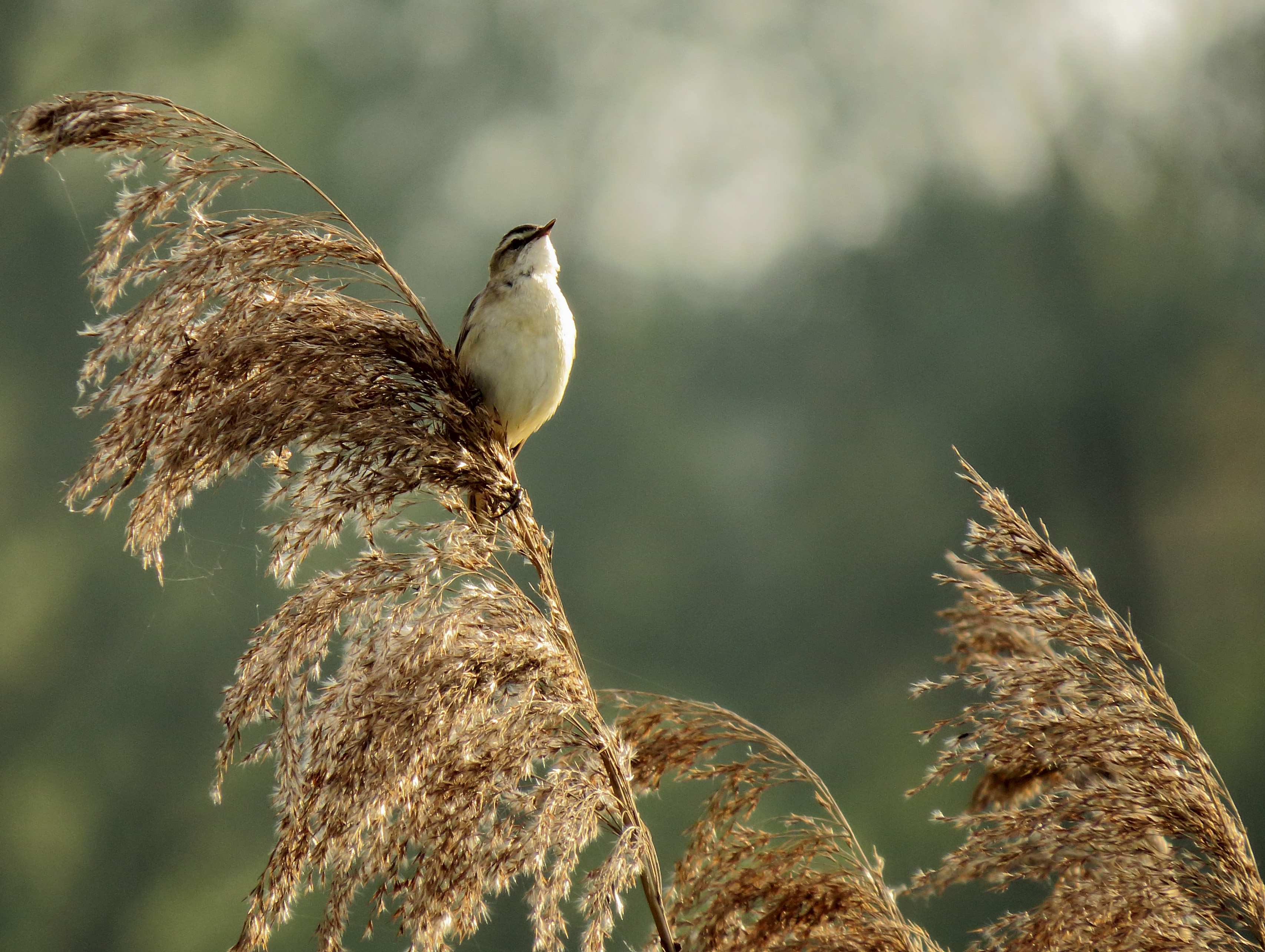
Очеретянка лучна, ставки Святошина, Київ, Україна